# Alamo, Georgia
Alamo är administrativ huvudort i Wheeler County i Georgia. Orten fick sitt namn efter slaget vid Alamo. Alamo hade 2 797 invånare enligt 2010 års folkräkning.